# Naturkundliche Beiträge des DJN
Naturkundliche Beiträge des DJN (NaBei) ist eine naturwissenschaftliche Fachzeitschrift, die seit 1978 unregelmäßig vom Deutschen Jugendbund für Naturbeobachtung (DJN) herausgegeben wird. Inhalte sind beispielsweise naturkundliche Beobachtungen, eigene Studien, faunistische Meldungen, Bestimmungsschlüssel oder umweltpolitische Kommentare. Da der Herausgeber ein Jugendverein ist, sind die meisten Autoren jung oder sogar minderjährig. Es handelt sich um eine niedrigschwellige Möglichkeit für junge Menschen, zu publizieren und wissenschaftliches Arbeiten zu lernen. Für viele ist es das erste Publikationsmedium.

## Zugang
Die Printausgabe wird von Bibliotheken, Verbänden und Forschungsinstituten durch Schriftentausch mit dem DJN bezogen. Ein reguläres Abonnement für Privatpersonen ist nicht möglich, allerdings werden neue Ausgaben an Mitglieder und Fördermitglieder des DJN versendet. Einzelne Ausgaben können im Onlineshop des DJN bestellt werden.

Parallel zur Printausgabe (Auflage 2019: 350) wird seit 2011 jede Ausgabe kostenlos auf der Internetseite des DJN veröffentlicht. Ältere Ausgaben wurden durch ZOBODAT eingescannt und kostenlos im Internet zur Verfügung gestellt. Einzelne Artikel stehen unter einer Creative-Commons-Lizenz.